# LTR Industries
LTR Industries est une entreprise française de l'industrie du tabac créée en 1963 sous le nom Le Tabac Reconstitué, dont l'acronyme forme ensuite son nouveau nom.
Elle exploite deux établissements :
- L'usine de tabac reconstitué de Spay, qui fabrique du tabac reconstitué à Spay dans les Pays de la Loire.
- Les Papeteries de Mauduit, qui fabriquent du papier à cigarettes à Quimperlé en Bretagne.

LTR Industries appartenait à sa création au groupe américain Kimberly-Clark.
En 1995, le groupe Kimberly-Clark opère une stratégie de recentrage en se séparant de ses activités liées au tabac par une opération de scission. Celles-ci sont en effet considérées comme une menace juridique par une partie des actionnaires, en raison des effets nocifs du tabac pour la santé humaine, d’autant plus que le cœur de compétence du groupe est constitué des produits d'hygiène personnelle. Les activités liées au tabac de Kimberly-Clark, qui représentent 10 usines dans plusieurs pays et 5,5 % du chiffre d’affaires du groupe, sont scindées dans une société anonyme de droit américain nommée Schweitzer-Mauduit International (SWM), dont les actions sont initialement distribuées aux actionnaires de Kimberly-Clark. Les Papeteries de Mauduit et l'usine de tabac reconstitué de Spay font partie des établissements ainsi séparés,.